# Hajime Chitose
『Hajime Chitose』（はじめ・ちとせ）は、日本の歌手元ちとせのインディーズ1枚目のアルバムである。

## 概要
デビューアルバム。すべてカバー曲で構成されている。

## 収録曲
※カッコ内はオリジナルのアーティスト名
1. Birthday (Sugarcubes)
作詞：the sugarcubes、作曲：the sugarcubes
2. 名前のない鳥 (山崎まさよし)
作詞：山崎将義、作曲：山崎将義
オリジナルは山崎まさよしの2作目のアルバム『HOME』に収録されている。
3. Sweet Jane (ヴェルヴェット・アンダーグラウンド)
作詞：Lou Reed、作曲：Lou Reed
4. Little Wing (ジミ・ヘンドリックス)
作詞：Jimi hendrix、作曲：Jimi hendrix
5. 冬のサナトリウム (あがた森魚)
作詞：あがた森魚、作曲：あがた森魚
6. Home Again (キャロル・キング)
作詞：Carole King、作曲：Carole King

## 演奏
- 間宮工：Acoustic Guitar, Electric Guitar & Programming
- 四家卯大：Cello
- 三沢泉：Percussion
- ライオン・メリィ：Piano, Accordion
- 森俊之：Analog Synthesizer
- 山崎まさよし：Acoustic Guitar (NY Sessions #2.6)